# مرشح رملي بطيء

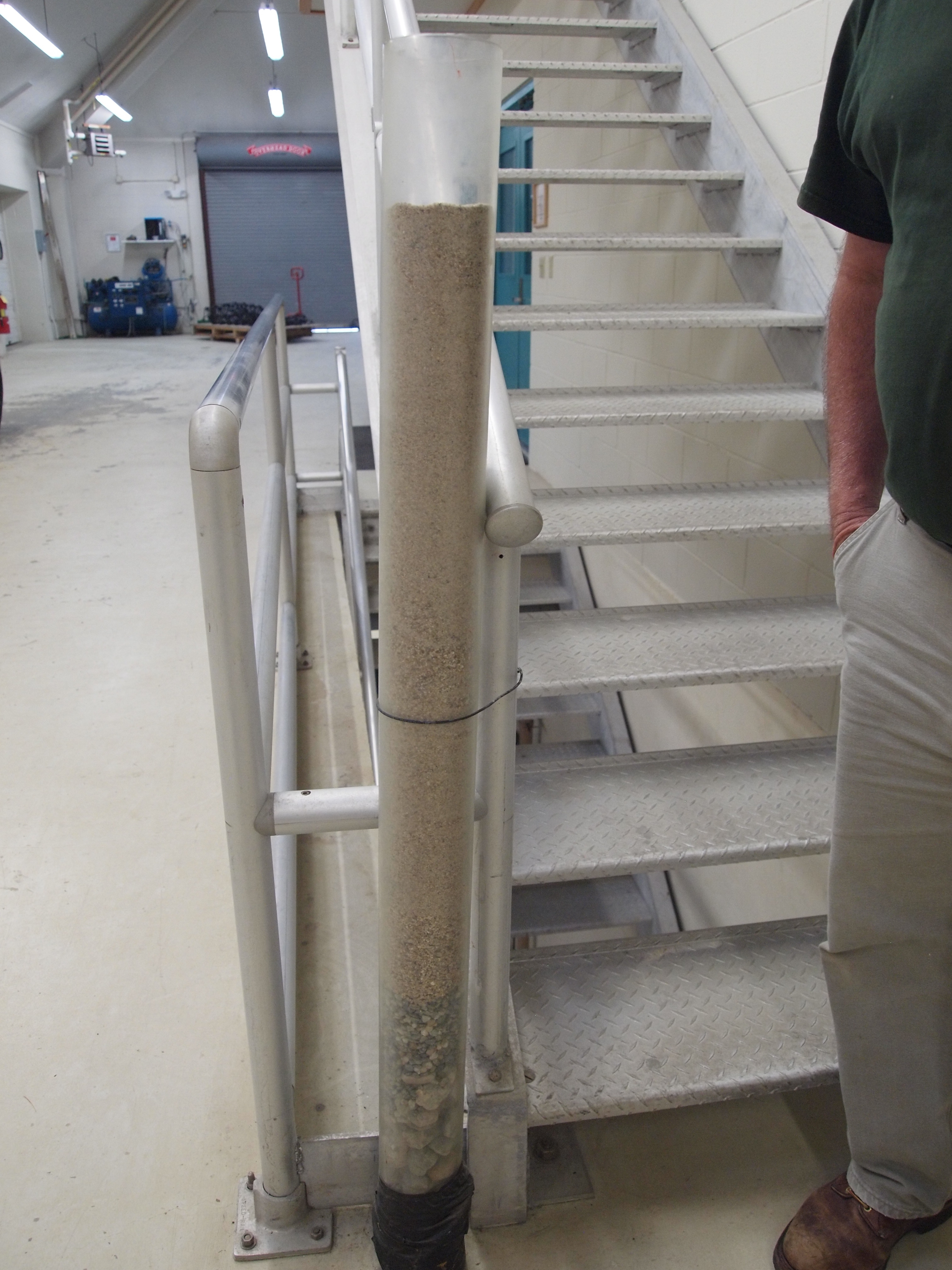

تستخدم مرشحات الرمل البطيئة في تنقية المياه لمعالجة المياه الخام لإنتاج منتج صالح للشرب. عمقه النموذجي من متر إلى مترين، يمكن ان يكون مستطيل أو أسطواني في مقطعه العرضي ويستخدم في المقام الأول لمعالجة المياه السطحية. يُحدد طول الحوض واتساعه حسب معدل التدفق المطلوب من قبل المرشحات، والتي معدل تحمليها النموذجي من 200 إلى 400 لتر في الساعة لكل متر مربع (أو 0.2 إلى 0.4 متر مكعب لكل متر مربع في الساعة).
تختلف مرشحات الرمل البطيئة عن جميع المرشحات الأخرى المستخدمة في معالجة مياه الشرب إذ أنها تعمل باستخدام غشاء بيولوجي معقد ينمو بشكل طبيعي على سطح الرمال. لا تؤدي الرمال نفسها أي وظيفة ترشيح ولكنها تعمل ببساطة كطبقة سفلية، على عكس نظيراتها في الأشعة فوق البنفسجية ومعالجات الضغط. على الرغم من أنها غالباً ما تكون التكنولوجيا المفضلة في العديد من البلدان النامية نظراً لانخفاض متطلباتها من الطاقة وأدائها القوي، فهي تستخدم أيضاً لمعالجة المياه في بعض البلدان المتقدمة، مثل المملكة المتحدة، إذ تُستخدم لمعالجة المياه الموردة إلى لندن. تُختبر الآن مرشحات الرمل البطيئة للتحكم في العوامل الممرضة للمحاليل المغذية في الأنظمة المائية.

## تاريخ
يعود أول استخدام موثق لمرشحات الرمل لتنقية إمدادات المياه إلى عام 1804، عندما ركب مالك مكان لتبييض الأقمشة في بيزلي في اسكتلندا، جون جيب، مرشح تجريبي لبيع فائضه غير المرغوب فيه للجمهور. حُسنت هذه الطريقة في العقدين التاليين من قبل المهندسين العاملين في شركات المياه الخاصة، وتُوجت كونها أول إمدادات مياه عامة معالجة في العالم، ركبها المهندس جيمس سيمبسون لشركة تشيلسي للأشغال المائية في لندن عام 1829. أمنّ هذا التركيب المياه المرشحة لكل مقيم في المنطقة، ونُسِخ تصميم الشبكة على نطاق واسع في جميع أنحاء المملكة المتحدة في العقود التالية.
سرعان ما أصبحت عملية معالجة المياه سائدة، وظهرت مزايا النظام بشكلِ صارخ بعد تحقيقات الطبيب جون سنو خلال تفشي الكوليرا في شارع برود عام 1854. شكك سنو في نظرية ميازما المهيمنة آنذاك والتي ذكرت أن الأمراض سببها «الهواء الفاسد» الضار بالصحة. على الرغم من أن نظرية جرثومية المرض لم تكن تطورت بعد، فإن ملاحظات سنو أدت به إلى استبعاد النظرية السائدة. شرح مقاله طريقة اتصال الكوليرا الصادر عام 1855 دور إمدادات المياه في نشر وباء الكوليرا في سوهو، مع استخدام خريطة توزيع النقاط والدليل الإحصائي لتوضيح العلاقة بين جودة مصدر المياه وحالات الكوليرا. أقنعت بياناته المجلس المحلي بتعطيل مضخة المياه، التي أنهت تفشي المرض حالاً. 
قدم قانون متروبوليس للمياه تنظيم شركات إمدادات المياه في لندن، متضمناً لأول مرة المعايير الدنيا لجودة المياه. نص القانون على «تأمين إمدادات المياه النقية والصحية إلى متروبوليس»، وفرض «ترشيح المياه كافة بشكل فعّال» اعتباراً من 31 ديسمبر 1855. توبع ذلك من خلال قوانين الفحص الإلزامي لجودة المياه، بما في ذلك التحليلات الكيميائية الشاملة في عام 1858. وضع هذا التشريع سابقة في جميع أنحاء العالم لتدخلات الحالة الصحية العامة المماثلة في جميع أنحاء أوروبا. شُكلت لجنة متروبوليتان للصرف الصحي في الوقت ذاته، وتبنى ترشيح المياه في جميع أنحاء البلاد، وأسِست مآخذ مياه جديدة على نهر التايمز فوق هويس تدينغتون.
جاءت معالجة المياه إلى الولايات المتحدة في عام 1872 عندما افتتِح في بَكِّبْسِي، نيويورك أول مصنع للترشيح الرملي البطيء، ما قلل بشكل مثير حالات الإصابة بالكوليرا وحمى التيفوئيد التي أثرت تأثيراً خطيراً على المجتمع المحلي. استخدِمت معايير تصميم بكبسي كنموذج للبلديات الأخرى في جميع أنحاء البلاد. عملت منشأة المعالجة الأصلية في بكبسي بشكل مستمر لمدة 87 عاماً قبل استبدالها عام 1959.

## طريقة التشغيل
تعمل مرشحات الرمل البطيئة من خلال تكوين طبقة هلامية (أو غشاء حيوي رقيق) تسمى طبقة أرضية أو شماتزديك في المليمترات القليلة العليا من طبقة الرمل الناعمة. يتكون شماتزديك في الأيام (10- 20) الأوائل من التشغيل ويتكون من البكتيريا والفطريات والحيوانات الأولية (البروتوزوا) والدوارات (الروتيفيرا) ومجموعة من يرقات الحشرات المائية. نظرًا لعمر الغشاء الحيوي الرقيق النامي، يميل عدد أكبر من الطحالب إلى التطور وقد توجد كائنات مائية أكبر، بما في ذلك بعض الحيوانات الحزازية (البريوزوا) والقواقع والديدان الحلقية. الغشاء الحيوي الرقيق السطحي هو الطبقة التي توفر تنقية فعالة في معالجة مياه الشرب، ويوفر الرمل السفلي الوسط الداعم لطبقة المعالجة البيولوجية. مع مرور الماء عبر الطبقة الأرضية، تُحصر جزيئات المادة الغريبة في الغشاء النسيجي المخاطي وتُمتز المادة العضوية القابلة للذوبان. تُستقلب الملوثات عن طريق البكتيريا والفطريات والبروتوزوا (الأوليّات). الماء الناتج من مرشح رملي بطيء مثالي يكون ذو نوعية ممتازة مع تقليل عدد الخلايا البكتيرية بنسبة 90-99%. 
تفقد مرشحات الرمل البطيئة أدائها ببطء مع زيادة سماكة الغشاء الحيوي الرقيق وبالتالي يقل معدل التدفق عبر المرشح. من الضروري تجديد الفلتر أخيراً. تستخدم عادةً طريقتين للقيام بذلك. في الأولى يُكشط القليل من المليمترات العليا من الرمال الناعمة لكشف طبقة جديدة من الرمال النظيفة. ثم يُصب الماء مرة أخرى في المرشح ويُعاد تدويره لبضع ساعات للسماح بنمو غشاء حيوي رقيق جديد. ثم يُملئ المرشح للحجم الكامل ويُعاد إلى الخدمة. تتضمن الطريقة الثانية والتي تسمى أحياناً الكشط الرطب، خفض مستوى الماء إلى أعلى بقليل من الطبقة الأرضية مع تحريك الرمال، وبالتالي إرساب أي مواد صلبة محمولة في تلك الطبقة والسماح للمياه المتبقية بالغسل من خلال الرمال. ثم يُملئ عمود المرشح بكامل سعته ويُعاد إلى الخدمة. يمكن أن يسمح الكشط الرطب بإعادة الفلتر إلى الخدمة بسرعة أكبر.

## السمات
لمرشحات الرمل البطيئة عدد من الصفات الفريدة:
1. على عكس طرق الترشيح الأخرى، تستخدم مرشحات الرمل البطيئة العمليات البيولوجية لتنظيف المياه، وهي أنظمة غير مضغوطة. لا تتطلب مرشحات الرمل البطيئة مواد كيميائية أو كهرباء لتعمل.
2. يجري التنظيف بشكل تقليدي باستخدام مكشطة ميكانيكية، والتي عادةً ما تُدفع إلى حوض المرشح بمجرد تجفيف الحوض. ومع ذلك، يستخدم بعض مشغلي مرشح الرمل البطيء طريقة تسمى «الكشط الرطب»، إذ تُكشط الرمال وهي ما تزال تحت الماء، وتُصرَف المياه المستخدمة في التنظيف.
3. بالنسبة لأنظمة البلدية، عادةً يوجد قدر معين من الزيادة، لأن من المرغوب أن يكون الحد الأقصى المطلوب لإنتاجية المياه ممكناً مع وجود حوض واحد أو أكثر خارج الخدمة.
4. تتطلب مرشحات الرمل البطيئة مستويات عكارة منخفضة نسبياً لتعمل بكفاءة. في الظروف الصيفية ذات النشاط الميكروبي العالي وعندما يكون الماء الخام عكراً، تحدث تعمية المرشحات بسرعة أكبر بسبب الانسداد البيولوجي ويوصى بالمعالجة المسبقة.
5. على عكس تقنيات تنقية المياه الأخرى التي تنتج المياه حسب الطلب، فإن مرشحات الرمل البطيئة تنتج المياه بمعدل تدفق بطيء ثابت، وتستخدم عادةً بالتزامن مع حوض تخزين من أجل ذروة الاستخدام. هذا المعدل البطيء ضروري للتطور الصحي للعمليات البيولوجية في المرشح.

في حين أن العديد من أعمال معالجة المياه المحلية لديها 12 حوضاً أو أكثر قيد الاستخدام في أي وقت، فإن المجتمعات الأصغر أو القطاعات العائلية قد تملك حوض ترشيح واحد أو اثنين فقط.
توجد في قاعدة كل حوض سلسلة من المصارف المتعرجة المغطاة بطبقة من الحصى والتي تُغطى بدورها بحصى خشنة. تُوضع طبقات أخرى من الرمل في الأعلى تليها طبقة سميكة من الرمل الناعم. قد يكون عمق المادة المرشِحة بالكامل أكثر من متر واحد، يكون أغلبها مادة رملية ناعمة. يوجد في أعلى حوض الترشيح طبقة طافية من المياه غير المكررة (الخام).